# Gorka Urtaran
Urtaran  Agirre est un nom espagnol. Le premier nom de famille, en général paternel, est Urtaran ; le second, en général maternel, souvent omis, est Agirre.
Gorka Urtaran Agirre, né le 21 décembre 1973 à Vitoria-Gasteiz, est un homme politique espagnol membre du Parti nationaliste basque. Il est maire de Vitoria-Gasteiz de 2015 à 2023.

## Biographie

### Vie privée
Gorka Urtaran nait le 21 décembre 1973 à Vitoria-Gasteiz. Sa mère, María Jesús Agirre, a été le bras droit de José Ángel Cuerda, maire de 1979 à 1999. Il réalise son parcours scolaire au sein du collège San Viator.

### Formation et vie professionnelle
Étudiant de l'université du pays basque, il est titulaire d'une licence en sociologie qu'il obtient en 1998.

### Premiers mandats
Il devient membre du PNV en 1994 alors qu'il poursuit ses études. Il est élu en 2007 membre des Juntes générales d'Alava, le parlement provincial, et le reste jusqu'en 2011. Il fait partie de la liste du PNV lors élections municipales de 2011 à Vitoria. Élu conseiller municipal, il devient porte-parole du PNV au sein du conseil.

### Maire de Vitoria-Gasteiz
En 2015, il se présente en tant que tête de liste à la mairie de Vitoria-Gasteiz pour le Parti nationaliste basque. Lors des élections du 24 mai 2015, la liste qu'il conduit arrive troisième avec 16,64 % des voix et cinq conseillers derrière celle du PP conduite par le maire sortant Javier Maroto (29,81 % des voix et neuf conseillers) et celle de EH Bildu (19,55 % des voix et six conseillers). Il est néanmoins élu maire le 13 juin 2015 par 14 voix pour, 4 abstentions et 9 voix à Maroto grâce à un accord d'investiture quadripartite avec EH Bildu (6 conseillers), Hemen Gaude (2) et Irabazi (1). Il succède ainsi au conservateur Javier Maroto. Il est réélu en 2019.
Gorka Urtaran ne se représente pas en 2023. Après avoir quitté la mairie en juin 2023, il est nommé député foral aux Politiques sociales de la Députation forale d'Alava,.